# شهرستان فردریک (مریلند)
شهرستان فردریک، مریلند (به انگلیسی: Frederick County, Maryland) یک سکونتگاه مسکونی در ایالات متحده آمریکا است که در مریلند واقع شده‌است.